# Solitaire du Figaro

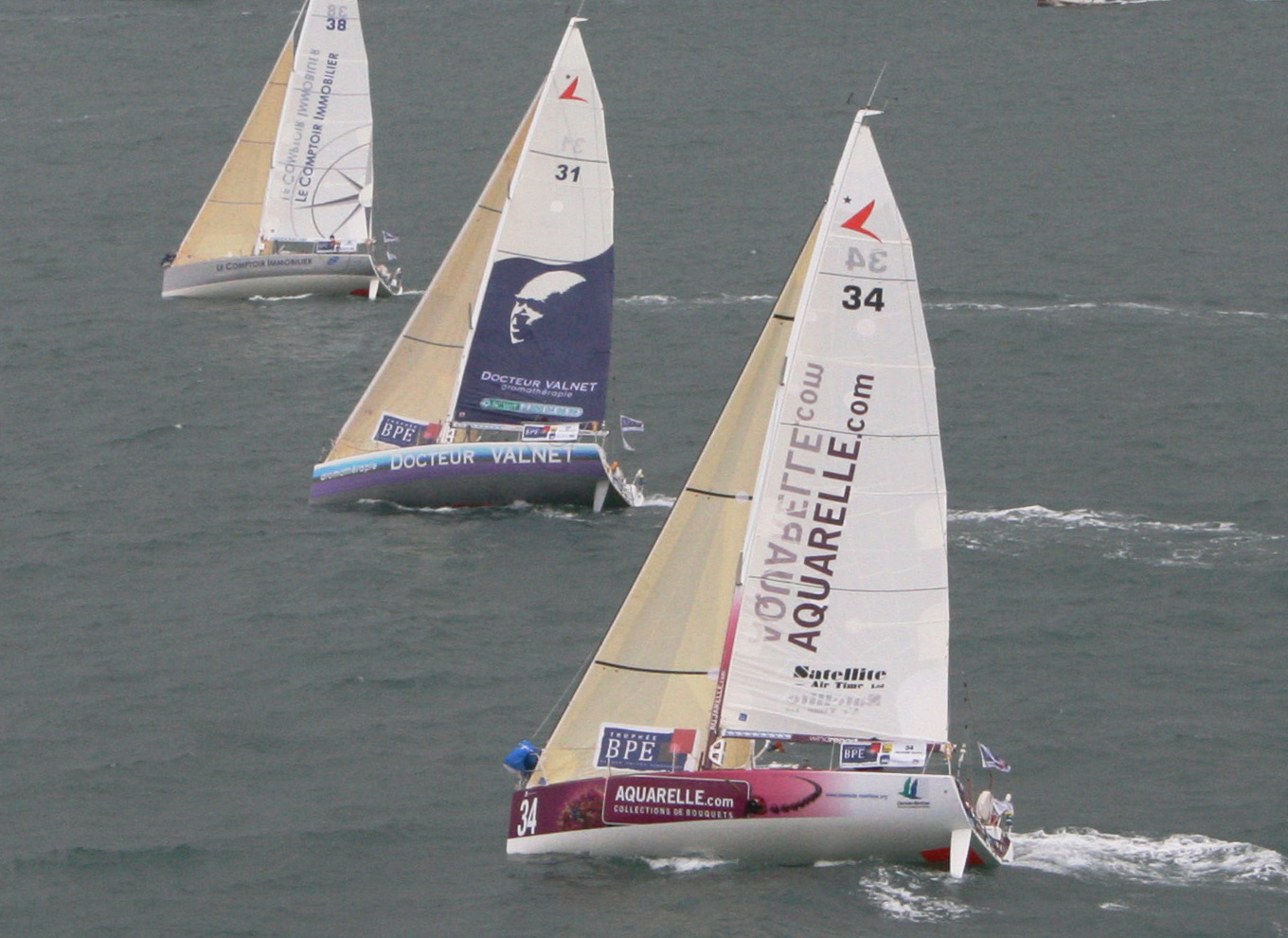
La barca Figaro Bénéteau II utilizzata nella Solitaire du Figaro

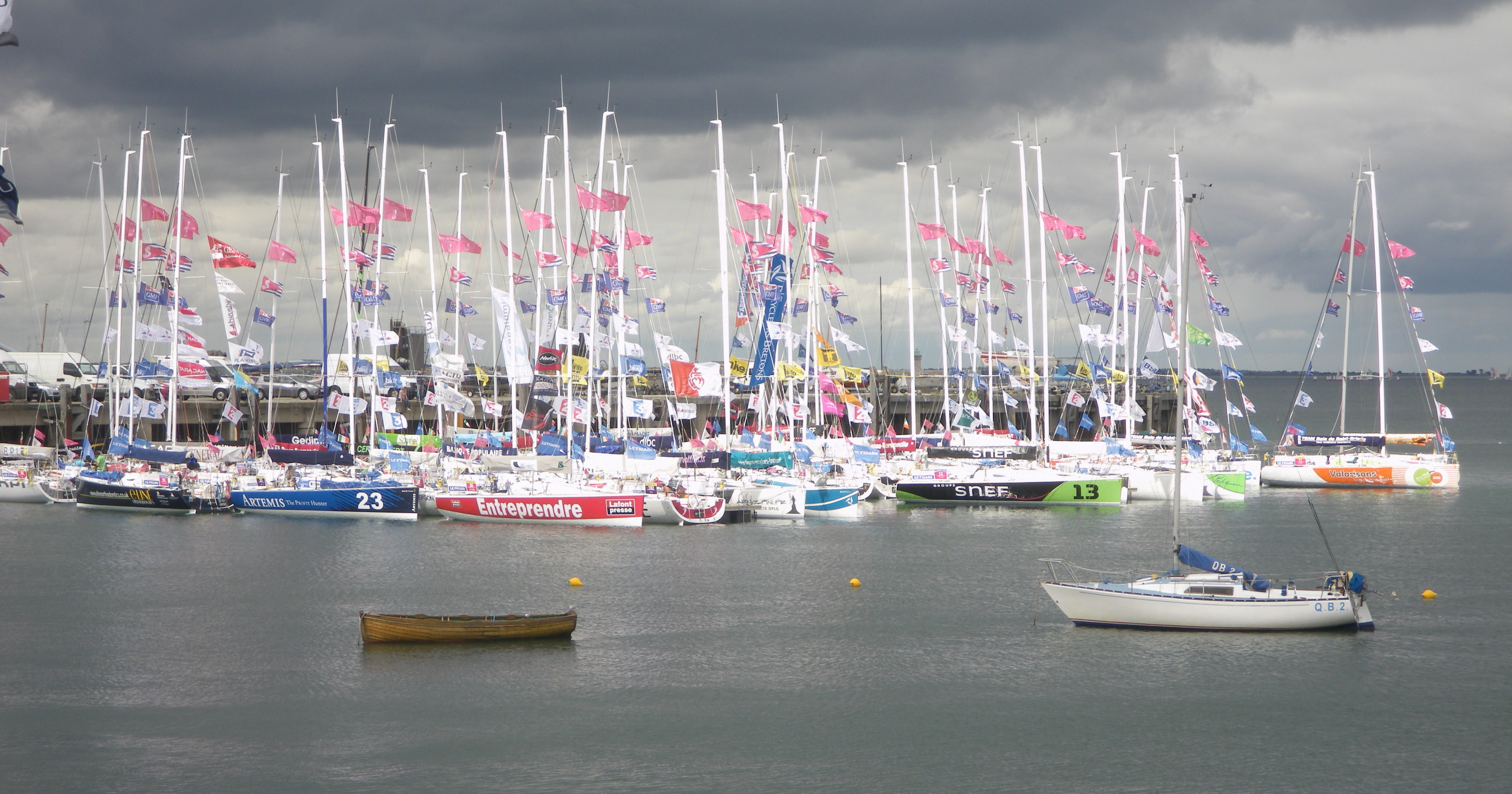
Le barche della Solitaire du Figaro del 2011

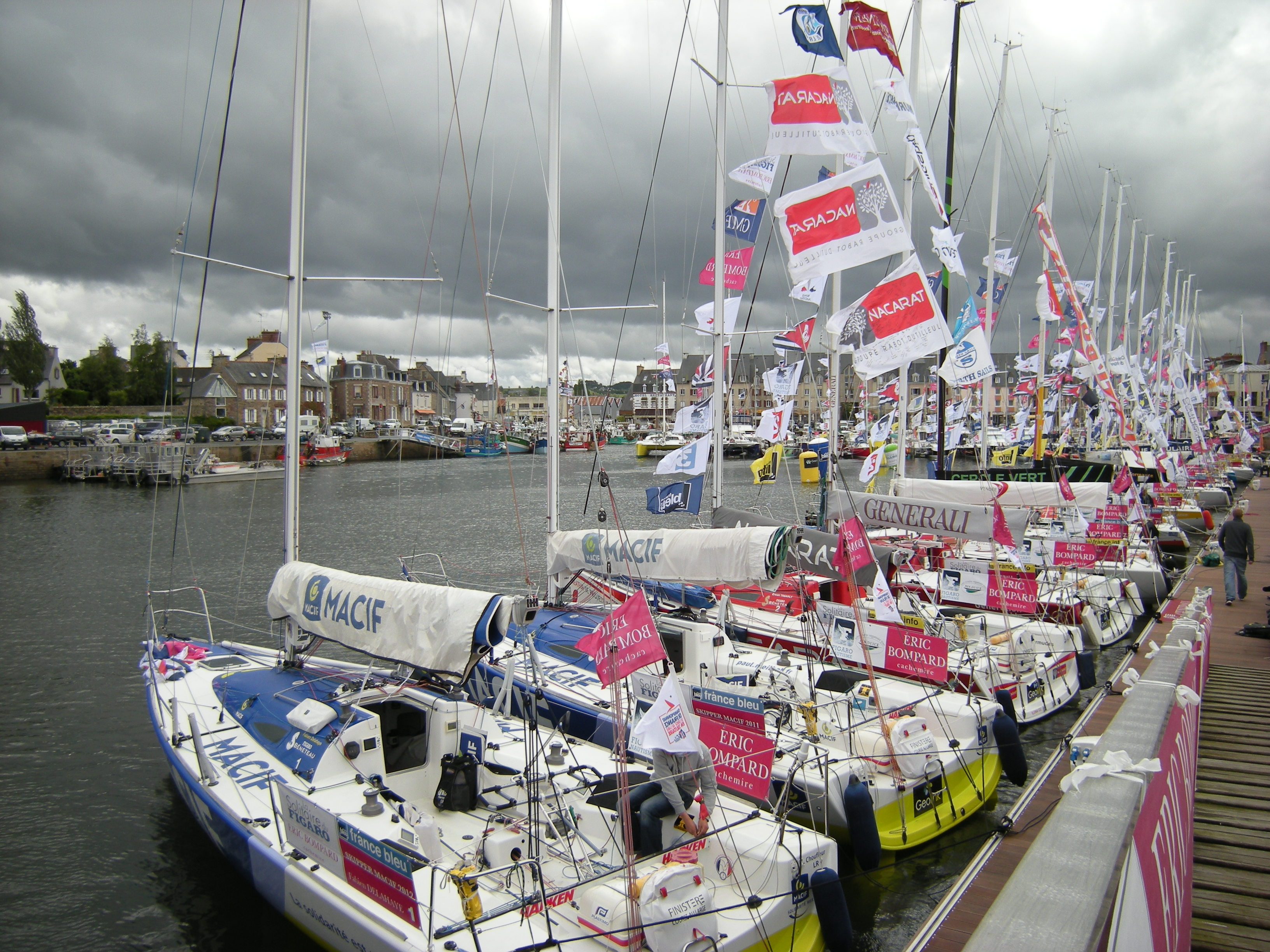
Le barche della Solitaire du Figaro del 2012

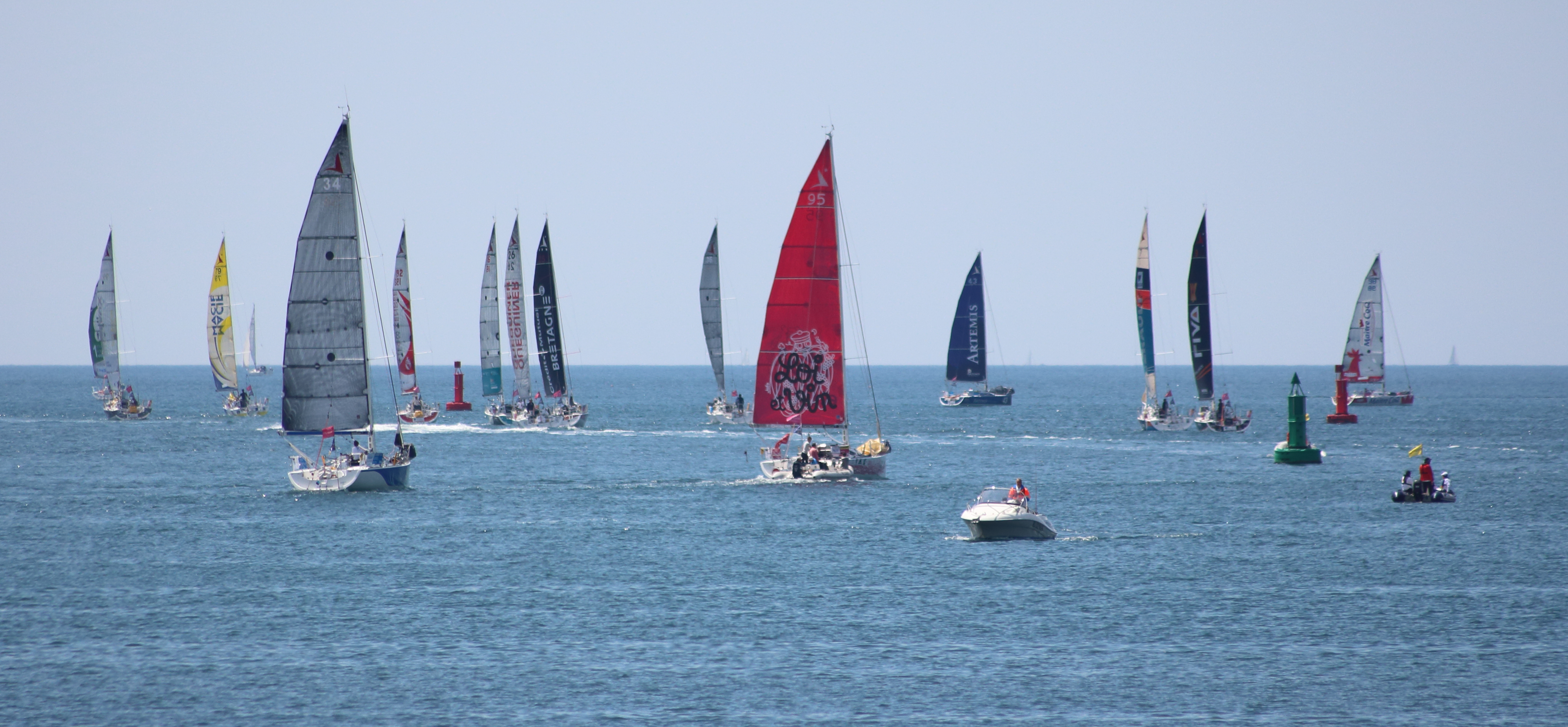
Le barche della Solitaire du Figaro del 2015

La Solitaire du Figaro (in precedenze chiamata Course de l'Aurore) è una regata in solitario e a tappe creata nel 1970 da Jean-Louis Guillemard e Jean-Michel Barrault. Il carattere monotipo della corsa, la presenza di grandi navigatori in solitario e l'apertura agli amatori ne fanno una delle corse più importanti della vela sportiva in Francia.

## Presentazione
Dal 1970 al 1979 la corsa è organizzata dal giornale L'Aurore, poi nel 1980, il quotidiano Le Figaro rileva L'Aurore e diventa il principale sponsor della regata. Il nome della corsa cambia da "La Course de l'Aurore" a "La Solitaire du Figaro".
Dal 2003 al 2008, l'azienda ottica Alain Afflelou è uno sponsor associato. Il nome della corsa diventa allora ufficialmente "La Solitaire Afflelou Le Figaro".
Dal 2008 al 2011, il costruttore automobilistico Suzuki sostituisce lo sponsor precedente, la corsa diventa quindi "La Solitaire du Figaro Suzuki".
Dal 2011, la corsa diventa "La Solitaire du Figaro Éric Bompard Cachemire".
Le caratteristiche della regata sono:
- la partenza è data verso fine luglio fino al 2012; in seguito la partenza è effettuata a metà giugno;
- la corsa si svolge in 4 tappe variabili secondo gli anni al largo delle coste francesi su un totale compreso tra 1 500 miglia nautiche (2 778 km) e 2 000 miglia nautiche (3 704 km) circa in media; il percorso è completato, tra 10 e 13 giorni di mare circa.
- i concorrenti sono soli sull'imbarcazione, la partecipazione è mista;
- dal 1990, tutte le imbarcazioni sono identiche (monotipo).

## Percorso
La Solitaire du Figaro si svolge a tappe (solitamente quattro) e il percorso è sempre diverso. Dalla sua creazione la corsa è passata per 4 paesi (la Francia, la Spagna, l'Irlanda e l'Inghilterra) e in 5 mari (l'oceano Atlantico, il golfo di Biscaglia, la Manica, il mare d'Irlanda e il mare Celtico).

## Classi veliche
Inizialmente, le barche erano delle barche a vela di serie. In seguito, a partire dal 1977, la corsa si svolse su dei half-tonners (prototipi IOR di 9 metri).
Nel 1991, la Solitaire du Figaro instaura il monotipo, cioè una classe unica, tutti i battelli sono identici e appartengono alla stessa classe velica. La classe scelta fu la Figaro Bénéteau (attualmente chiamata Figaro Bénéteau I) disegnata dal groupe Finot e Jean Berret.
Dal 2003, la barca utilizzata è la Figaro Bénéteau II, progettata da Marc Lombard, una versione modernizzata è più potente della precedente.
| Caratteristiche             | Figaro                   | Figaro II    |
| --------------------------- | ------------------------ | ------------ |
| Architetti                  | Groupe Finot Jean Berret | Marc Lombard |
| Lunghezza fuori tutto       | 9,14 m                   | 10,15 m      |
| Lunghezza di galleggiamento | 8,40 m                   | 10,11 m      |
| Larghezza massima           | 3,25 m                   | 3,43 m       |
| Pescaggio                   | 1,80 m                   | 2,20 m       |
| Dislocamento                | 2400 kg                  | 3030 kg      |
| Lest                        | 900 kg                   | 1100 kg      |
| Randa                       | 25 m²                    | 38 m²        |
| Gennaker                    | 30,5 m²                  | 30 m²        |
| Spinnaker                   | 73 m²                    | 85 m²        |
| Ballasts                    | 2 × 200 l                | 2 × 220 l    |

## Edizioni

### 2015
| Percorso in 4 tappe : Bordeaux - Sanxenxo - La Cornouaille - Torbay - Dieppe | Percorso in 4 tappe : Bordeaux - Sanxenxo - La Cornouaille - Torbay - Dieppe | Percorso in 4 tappe : Bordeaux - Sanxenxo - La Cornouaille - Torbay - Dieppe | Percorso in 4 tappe : Bordeaux - Sanxenxo - La Cornouaille - Torbay - Dieppe | Percorso in 4 tappe : Bordeaux - Sanxenxo - La Cornouaille - Torbay - Dieppe | Percorso in 4 tappe : Bordeaux - Sanxenxo - La Cornouaille - Torbay - Dieppe |
| Classe                                                                       | Pos                                                                          | Skipper                                                                      | Yacht                                                                        | Tempo                                                                        | kn                                                                           |
| ---------------------------------------------------------------------------- | ---------------------------------------------------------------------------- | ---------------------------------------------------------------------------- | ---------------------------------------------------------------------------- | ---------------------------------------------------------------------------- | ---------------------------------------------------------------------------- |
| Figaro Bénéteau II (monoscafi)                                               |                                                                              |                                                                              |                                                                              |                                                                              |                                                                              |
| 1                                                                            | Yann Eliès                                                                   | Groupe Queguiner - Leucemie Espoir                                           | 11 j 21 h 17 m 14 s                                                          |                                                                              |                                                                              |
| 2                                                                            | Charlie Dalin                                                                | Skipper MACIF 2015                                                           | 11 j 21 h 43 m 00 s                                                          |                                                                              |                                                                              |
| 3                                                                            | Xavier Macaire                                                               | Skipper Herault                                                              | 11 j 22 h 01 m 43 s                                                          |                                                                              |                                                                              |